# Višnjevac (Subotica)
Višnjevac (Hongaars: Meggyes) is een dorp in de gemeente Subotica in Servië. De bevolking van 527 mensen (volkstelling 2011) bestaat voor ruim de helft uit Serviërs en voor het overige uit circa 200 Hongaren en een aantal kleine minderheden zoals Kroaten en Boenjewatsen.